# Cliconnect
Cliconnect es un proveedor de servicio de voz por IP (VoIP) que permite a los usuarios hacer una llamada telefónica usando la conexión de banda ancha de Internet. Las llamadas se pueden hacer a cualquier teléfono regular usando un computador "multimedia", un "USB" teléfono, un adaptador para teléfono normal o un Wi-Fi teléfono si la conexión inalámbrica de internet está disponible.